# 美国众议院能源和商业委员会
美国众议院能源和商业委员会（英語：United States House Committee on Energy and Commerce）是美国众议院最古老的常设委员会 (美国国会)之一。该委员会成立于1795年，虽然自成立後委員會的名称和管辖范围有所变化，截至今日，它一直在运作。众议院另外两个最古老的持续运作的常设委员会是美国众议院筹款委员会和美國眾議院程序委員會。美国众议院能源和商业委员会是美国众议院在促进商业、公众健康和市场利益和能源等方面的主要指导机构。